# Виля, Лоренцо
Лоренцо Виля (алб. Lorenco Vila; 14 декабря 1998, Дуррес) — албанский футболист, центральный нападающий албанского клуба «Динамо».

## Клубная карьера
Лоренцо Виля — воспитанник албанского клуба «Теута» из своего родного города Дуррес. Его двоюродный брат Эмильяно Виля, старший его на 10 лет, также начинал карьеру в «Теуте», а с 2009 по 2014 году провёл 27 матчей за национальную команду. 27 мая 2017 года Лоренцо Виля дебютировал в албанской Суперлиге, выйдя в основном составе в гостевом поединке против «Лачи». Однако свой первый гол в рамках чемпионата Албании Виля забил лишь два с половиной года спустя. Его мяч, забитый в самой концовке домашнего матча со «Скендербеу», стал для его команды победным. 2 августа 2020 года Виля помог своей команде выиграть Кубок Албании, доведя разницу в счёте до двух мячей в пользу «Теуты» в концовке финала турнира с «Тираной». В следующей сезоне его команда стала чемпионом страны, а Виля с 10 голами вошёл в десятку лучших бомбардиров турнира. 

## Карьера в сборной
26 октября 2022 года Лоренцо Виля дебютировал в составе сборной Албании в проходившем в Абу-Даби товарищеском матче со сборной Саудовской Аравии, заменив на 78-й минуте нападающего Бекима Баляя.

## Статистика выступлений

### В сборной
| Матчи и голы Лоренцо Вили за сборную Албании | Матчи и голы Лоренцо Вили за сборную Албании | Матчи и голы Лоренцо Вили за сборную Албании | Матчи и голы Лоренцо Вили за сборную Албании | Матчи и голы Лоренцо Вили за сборную Албании | Матчи и голы Лоренцо Вили за сборную Албании | Матчи и голы Лоренцо Вили за сборную Албании |
| №                                            | Дата                                         | Место проведения                             | Соперник                                     | Счёт                                         | Голы                                         | Соревнование                                 |
| -------------------------------------------- | -------------------------------------------- | -------------------------------------------- | -------------------------------------------- | -------------------------------------------- | -------------------------------------------- | -------------------------------------------- |
| 1                                            | 26 октября 2022                              | Аль-Нахайян, Абу-Даби                        | Саудовская Аравия                            | 1:1                                          | —                                            | товарищеский матч                            |

Итого: 1 матч / 0 голов; eu-football.info.

## Достижения
«Теута»
- Чемпион Албании (1): 2020/21
- Обладатель Кубка Албании (1): 2019/20[англ.]
- Обладатель Суперкубка Албании (2): 2020[англ.], 2021[англ.]